# Neptis hylas
Neptis hylas is een vlinder uit de onderfamilie Limenitidinae
en de familie Nymphalidae (vossen, parelmoervlinders en weerschijnvlinders). De wetenschappelijke naam van de soort is, als Papilio hylas, in 1758 door Carl Linnaeus gepubliceerd.
De spanwijdte van de vlinder bedraagt 50 tot 60 millimeter.
De vlinder komt voor in het Oriëntaals gebied. Waardplanten van de rups zijn soorten uit de families Leguminosae, Tiliaceae, Malvaceae, Sterculiaceae en Oleaceae.
Neptis hylas heeft een voorkeur voor dun bebost gebied als leefgebied maar komt overal in het verspreidingsgebied voor tot een hoogte van 1000 meter.
Aan de vliegstijl heeft de vlinder zijn Engelse naam Common Sailer te danken. Een aantal snelle slagen wordt afgewisseld met een glijvlucht.